# Andrej Kiska
Andrej Kiska (n. 2 februarie 1963, Poprad, Eastern Slovakia⁠(d), Cehoslovacia) a fost președintele Slovaciei din 15 iunie 2014 până în 15 iunie 2019.

## Cariera antreprenorială și acțiunile filantropice
Kiska s-a născut la Poprad și a studiat ingineria electrică. După Revoluția de Catifea din 1990, s-a mutat în Statele Unite. Ulterior, el a înființat Triangel și Quatro, două companii de închiriere-cumpărare cu sediul în Slovacia, companii de ofereau clienților posibilitatea de a plăti unele bunuri în rate de-a lungul mai multor luni.
În 2006 Kiska a co-înființat o organizație non-profit de caritate, denumită Dobrý anjel⁠(en)[traduceți] (în traducere, Îngerul bun), prin care donatorii ajutau familiile aflate în dificultate din cauza unor boli grave (cum ar fi cancerul) de care suferea un membru al lor. Până în 2014 peste 140.000 de persoane oferiseră donații prin intermediul organizației lui Kiska.

## Alegerea ca președinte și opiniile politice
Ca nou-venit pe scena politică națională, Kiska a candidat pentru funcția de președinte în 2014 împotriva premierului social-democrat în exercițiu Robert Fico. În primul tur de scrutin, Kiska a ieșit pe locul al doilea, cu 24% din voturi, în urma lui Fico (28,2%). Cum niciunul dintre candidați nu a întrunit o majoritate, Kiska și Fico au trecut în turul al doilea, care a avut loc la 29 martie. Kiska a câștigat detașat al doilea tur, obținând aproape 60% din voturi. El va prelua funcția la 15 iunie 2014.
Andrej Kiska susține independența Kosovo și este în favoarea recunoașterii de către Slovacia a independenței acesteia.